# Chamilo
Chamilo ist eine quelloffene (unter GNU GPL veröffentlichte) Lernplattform (LMS), die auf PHP und einem Datenbank-Backend basiert und plattformunabhängig installiert werden kann. Chamilo ging aus Dokeos hervor und liegt in zwei Versionen vor: Version 1.x ist die konsequente Weiterentwicklung von Dokeos, während Version 4.x (LCMS) einen komplett neuen Ansatz des E-Learnings beschreitet.
Unterstützt wird das Projekt von der Chamilo Association, welche die Öffentlichkeitsarbeit übernimmt und offizielle Service-Anbieter zertifiziert, um die Einhaltung von Qualitätsstandards zu gewährleisten.

## Geschichte
Chamilo wurde am 18. Januar 2010 durch einen großen Teil der damals bestehenden Community von Dokeos geforkt; Dokeos wiederum war 2004 von dem 2000 gestarteten Claroline geforkt worden. Motivation für den erneuten Fork war, dass die Entwicklung von Dokeos zunehmend von der Philosophie freier Software abwich. Mehr als 500 Entwickler waren am Wechsel von Dokeos 1.8.6.1 zu Chamilo 1.8.6.2 beteiligt.

## Community
Wie viele Mitglieder von der Dokeos- zur Chamilo-Community gewechselt ist, ist nicht bekannt. Für Deutschland wird deren Größe auf etwa 700 aktive Personen geschätzt (Administratoren, Kursleiter und Tutoren), die Zahl der Anwender auf über 200.000 (Stand Mai 2015).

## Chamilo Association
Seit Juni 2010 ist die Chamilo Association eine offiziell eingetragene Vereinigung ohne Gewinnerzielungsabsicht unter belgischem Recht, um ein erneutes Abdriften von den Prinzipien freier Software zu verhindern. Die Rechte an und die zukünftige Ausrichtung von Chamilo liegen somit nicht in der Hand von Einzelnen, sondern werden durch eine Gruppe gewählter Mitglieder bestimmt. Die Chamilo Association hält auch die Rechte an der Marke Chamilo. Die Gründungsmitglieder, die auch dem siebenköpfigen Board of Directors angehören, kamen aus dem privaten E-Learning-Sektor und öffentlichen Verwaltungen. 

## Eckdaten von Chamilo
- Verwaltung von Kursen, Benutzern und sog. Trainings-Sessions (inklusive SOAP zur Remote-Verwaltung)
- SCORM 1.2 Kompatibilität
- Kurse mit Zeiterfassung
- Software ist in UTF-8
- Unterstützung von Zeitzonen
- automatische Generierung von Zertifikaten
- User-Tracking
- integriertes soziales Netzwerk
- Unterstützung von Smartphones und anderen mobilen Geräten

## Technische Details
Chamilo wird in PHP entwickelt und läuft bevorzugt auf LAMP- oder WAMP-Systemen. Anwender benötigen nur einen Webbrowser in einer maximal drei Jahre alten Version. Für manche Funktionen ist das Flash-Plugin erforderlich, für die grundlegenden Funktionen jedoch nicht.

## Module
Dank seiner modularisierten Entwicklung kann Chamilo jederzeit erweitert werden. So existieren Module, um Powerpoint-Präsentationen Chamilo-Lernpfade zu konvertieren oder Videokonferenz-Systeme wie BigBlueButton oder OpenMeetings einzubinden. Dies setzt aber fundierte administrative Kenntnisse über das Zielsystem voraus.

## Weltweite Verbreitung
- 2010 wurde der Fokus auf die Verbreitung in asiatischen Ländern gelegt; durch die Übersetzung in Chinesisch und Japanisch war eine signifikante Steigerung der aktiven Installationen zu verzeichnen.
- 2011 wurde Chamilo ins Arabische übersetzt, dadurch wurden jedoch nicht so viele aktive Portale hinzugewonnen, als zuvor in Asie.
- Aktuell liegt der Hauptaugenmerk auf der gezielten Anpassung an die Bedürfnisse von Universitäten und Verwaltungen; speziell in Europa und Lateinamerika konnten dadurch viele neue Installationen registriert werden.[5]
- Chamilo wird durch professionelle Dienstleister[6] begleitet, die dank der Zertifizierung durch die Association qualitativ hochwertigen Service bieten.
- Chamilo ist aktuell auch in spanischen und peruanischen Ministerien im Einsatz.[7]